# 다중 주파수 변이 키잉
다중 주파수 변이 키잉(Multiple Frequency-Shift Keying : MFSK)는 두개 이상의 주파수를 사용하는 주파수 변이 키잉(FSK)의 변형 예이다.MFSK에서 하나의 신호 요소(signal element)는 여러 비트를 나타낸다.
하나의 신호 요소 시간에 전송되는 신호는 다음과 같이 정의된다(이때 {\displaystyle 1<=i<=M} ).
입력되는 비트열의 데이터율에 맞추어 각 신호 요소는 {\displaystyle T_{s}=LT}의 주기로 생성된다. 여기서 T는 비트주기({\displaystyle 1/T}=data rate)이다. 따라서 하나의 신호 요소는 하나의 비트를 인코딩한다. 필요한 전체 대역폭은 {\displaystyle 2Mf_{d}}이고, 주파수의 최소 간격은 {\displaystyle 2f_{d}=1/T_{s}}이다. 그러므로 변조기는 {\displaystyle W_{d}=2Mf_{d}=M/T_{s}}의 대역폭을 요구한다.

## 같이 보기
- 대역폭
- 대역 필터
- 무선 텔레타이프 (Radioteletype)
- 클럭 신호